# Magnesi iodide
Magnesi iodide hay magnesi điodide là tên của hợp chất hóa học vô cơ có công thức là MgI2. Trong điều kiện bình thường nó là một chất rắn màu trắng sẽ hóa nâu khi tiếp xúc với không khí và ánh sáng. Các hydrat khác của nó có công thức tổng quát là MgI2(H2O)x. Những muối này là halogen ion điển hình, hòa tan trong nước.

## Sử dụng
Magnesi iodide (khan) có ít giá trị về mặt thương mại, nhưng có thể được sử dụng để pha chế các hợp chất để tổng hợp các chất hữu cơ.

## Điều chế
Magnesi iodide có thể được điều chế từ magie oxit, magie hydroxide và magie cacbonat bằng cách phản ứng với hydro iodide:
MgO + 2HI → MgI2 + H2O
Mg(OH)2 + 2HI → MgI2 + 2H2O
MgCO3 + 2HI → MgI2 + CO2↑+ H2O

## Phản ứng
Magnesi iodide ổn định ở nhiệt độ cao dưới khí quyển chứa hydro, nhưng phân hủy trong không khí ở nhiệt độ bình thường, chuyển màu nâu từ việc giải phóng iod. Khi đun nóng trong không khí, nó phân hủy hoàn toàn thành magnesi oxit.
Một phương pháp để điều chế MgI2 là trộn iod bột nguyên chất và magnesi kim loại. Để có MgI2 khan, phản ứng nên được tiến hành ở môi trường chân không; dietyl ete khô có thể được sử dụng như một dung môi.
Việc sử dụng magnesi iodide trong phản ứng Baylis-Hillman có khuynh hướng tạo ra các hợp chất (Z)-vinyl.

## Hợp chất khác
MgI2 còn tạo một số hợp chất với CO(NH2)2, như MgI2·10CO(NH2)2 là tinh thể nâu sáng.